# Fraternity of Man
Fraternity of Man a fost o trupa muzicală psihedelică de blues rock americană din perioada anilor 1960. Au devenit faimoși pentru melodia lor, compoziția proprie "Don't Bogart Me", care a fost una din melodiile devenite faimoase odată cu filmul de cult din 1969, Easy Rider.
Membri originari ai trupei includeau trei muzicieni din formația lui Lowell George The Factory – Richie Hayward (ulterior cu trupa Little Feat), Warren Klein și Martin Kibbee – cărora li s-au alăturat Elliot Ingber de la mult mai cunoscuta The Mothers of Invention și Larry Stash Wagner. Interpretările blues erau sub controlul muzical al lui Ingber, iar abordările psihedelice erau interpretate de Klein, incluzând compozițiile "Oh No, I Don't Believe It" (atribuită lui Ingber, datorată asociației sale cu trupa The Mothers of Invention). Formația s-a destrămat după înregistrarea și lansarea a două albume.

## Discografie

### The Fraternity of Man(1968), ABC Records ABCS-647, produs deTom Wilson
Toate melodiile sunt creații proprii ale trupei Fraternity of Man, exceptând unde sunt indicate altfel.
Side One — (Prima față)
1. "In the Morning" - 4:22
2. "Plastic Rat" - 3:41
3. "Don't Bogart Me" - 3:00
4. "Stop Me Citate Me" - 2:50
5. "Bikini Baby" - 2:03
6. "Oh No, I Don't Believe It" - (Frank Zappa) - 6:15

Side Two — (A doua față)
1. "Wispy Paisley Skies" - 2:22
2. "Field Day" - 3:59
3. "Just Doin' Our Job" - 2:21
4. "Blue Guitar" - 4:23
5. "Last Call for Alcohol" - 3:25
6. "Candy Striped Lion's Tails" - 5:17

Compoziția trupei
- Lawrence "Stash" Wagner - vocalist principal, chitară
- Elliot Ingber - chitară
- Warren Klein - chitară, sitar, tamburine
- Martin Kibbee - chitară bas
- Richard Hayward - baterie, voce de fundal

### Get It On!(1969), Dot Records DLP-25955, produced by Tom Wilson
Side One — (Prima față)
1. "Boo Man" - 3:14
2. "Don't Start Me Talkin'" - 2:40
3. "Pool of Tears" - 2:46
4. "The Throbber" - 3:40
5. "Cat's Squirrel" - 3:20

Side Two — (A doua față)
1. "Too High to Eat" - 3:35
2. "Forget Her" - 3:34
3. "Coco Lollipop" - 3:00
4. "Trick Bag" - 2:38
5. "Mellow Token" - 5:33

### X(1995), San Francisco Sound
Disc One (EP)
1. Don't Bogart Me
2. Bikini Baby
3. Fherinst
4. Fuck Her
5. Everybody's Rockin'

Compoziția trupei
- diferită de alinierea (lineup) inițială